# Anatole Ngamukol
Anatole Cédric Roméo Ngamukol (* 15. Januar 1988 in Aubervilliers) ist ein ehemaliger französisch-äquatorialguineischer Fußballspieler.

## Verein
Ngamukol begann seine Profikarriere bei Stade Reims und kam am 21. März 2008 zu seinem Pflichtspieldebüt gegen SCO Angers. Nachdem er in der Saison 2008/09 lediglich zu einem Teileinsatz gekommen war, wechselte er im Januar 2009 zu Real Saragossa. Jedoch kam er auch dort zu keinem Profieinsatz, worauf er nach nur sechs Monaten zum Drittligisten CF Palencia wechselte.
Dort verbrachte er zwei Spielzeiten in der Segunda División B und machte einen kurzen Abstecher zu US Roye, bis Axel Thoma vom FC Wil auf ihn aufmerksam wurde.
Im Sommer 2011 transferierte Ngamukol in die Schweizer Challenge League. In der Saison 2011/12 brachte er es, einschließlich von Pokalspielen, auf 30 Einsätze und sieben Tore, worauf einige Super-League-Klubs ihn ins Visier nahmen. Vor Beginn der Saison 2012/13 wechselte Ngamukol innerhalb der Schweiz zum FC Thun. In 17 Spielen machte er sechs Tore, was den Grasshopper Club Zürich veranlasste, ihn in der Winterpause 2012/13 zu verpflichten.
Nach weiteren Stationen bei Red Star Paris und Stade Reims wechselte er im Winter 2018/19 in die deutsche 3. Liga zum SC Fortuna Köln. Dort debütierte er am 9. Februar 2019, als er im Heimspiel gegen den FSV Zwickau in der 76. Minute eingewechselt wurde. Mit dem SC Fortuna Köln stieg er am Ende der Saison 2018/19 in die Regionalliga ab, womit sein Vertrag dort endete.
Nach einer halbjährigen, vereinslosen Spielpause wechselte er zu Beginn der Rückrunde der Saison 2019/20 zum französischen Viertligisten Étoile Fréjus-Saint-Raphaël. Doch schon sechs Monate später unterschrieb Ngamukol einen Vertrag beim damaligen Ligarivalen Paris 13 Atletico und beendete dort im Sommer 2022 seine aktive Karriere.

## Nationalmannschaft
Im April 2010 absolvierte Ngamukol eine Partie für die äquatorialguineische U-20-Auswahl in der Qualifikation zur Afrikameisterschaft 2011 gegen Gabun.

## Titel und Erfolge
Grasshopper Club Zürich
- Schweizer Pokalsieger: 2013